# 2015–2016-os német labdarúgókupa
A 2015–2016-os német labdarúgókupa a 73. kiírása az évente megrendezett országos kupának, 2015. augusztus 7-én kezdődött és 2016. május 21-én ért véget a berlini Olimpiai Stadionban rendezett döntővel.
A tornára 64 csapat kvalifikálta magát: a német első osztály (Bundesliga) és a másodosztály (2. Bundesliga) összes csapata (a 2013/14-es idény alapján), a harmadosztály (3. liga) első négy helyezettje (a 2013/14-es idény vége alapján) és tartományi bajnokságok (Verbandspokal) bajnokai/dobogósai.

A kupa győztese jogosult indulni a következő évi Európa-ligában szezonban.

## Részt vevő csapatok
A részt vevő 64 csapat:
| Bundesliga A 2014–15-ös szezon 18 csapata | 2. Bundesliga A 2014–15-ös szezon 18 csapata | 3. Liga A 2014–15-ös szezon 4 legjobb csapata |
| - FC Augsburg - Bayer Leverkusen - FC Bayern München - Borussia Dortmund - Borussia Mönchengladbach - Eintracht Frankfurt - SC Freiburg - Hamburger SV - Hannover 96 - Hertha BSC - 1899 Hoffenheim - 1. FC Köln - Mainz 05 - SC Paderborn - Schalke 04 - VfB Stuttgart - Werder Bremen - VfL Wolfsburg | - VfR Aalen - VfL Bochum - Eintracht Braunschweig - SV Darmstadt 98 - Fortuna Düsseldorf - Erzgebirge Aue - FSV Frankfurtú - Greuther Fürth - 1. FC Heidenheimú - Ingolstadt 04 - 1. FC Kaiserslautern - Karlsruher SC - RB Leipzig - 1860 Munich - 1. FC Nürnberg - SV Sandhausen - FC St. Pauli - Union Berlin | - Arminia Bielefeld - MSV Duisburg - Holstein Kiel - Stuttgarter Kickers |
| A Regionális kupák képviselői 24 képviselő a 21 régióból | | |
| - FC Nöttingen (V) - SpVgg Unterhaching (IV) - Würzburger Kickers (III) - BFC Dynamo (IV) - Energie Cottbus (III) - Bremer SV (V) - HSV Barmbek-Uhlenhorst (V) - KSV Hessen Kassel (IV) | - FC Hansa Rostock (III) - Viktoria Köln (IV) - Rot-Weiss Essen (IV) - VfL Osnabrück (III) - VfL Osnabrück (III) - SV Meppen (IV) - FSV Salmrohr (V) - SV Elversberg (IV) - Chemnitzer FC (III) | - Hallescher FC (III) - VfB Lübeck (IV) - Bahlinger SC (IV) - FK Pirmasens (IV) - Carl Zeiss Jena (IV) - Sportfreunde Lotte (IV) - TuS Erndtebrück (V) - SSV Reutlingen (V) |
| . Liga: III = 3. Liga • IV = Regiónális liga • V = Ötöd osztály | | |

## Sorsolás
A 2015–16-os sorsolási rend:
| Kör          | Sorsolás és időpontja      | Mérkőzés              |
| ------------ | -------------------------- | --------------------- |
| Első kör     | 2015. június 10., 22:45    | 2015. augusztus 7–10. |
| Második kör  | 2015. augusztus 14., 22:45 | 2015. október 27–28.  |
| Nyolcaddöntő | 2015. november 1., 20:00   | 2015. december 15–16. |
| Negyeddöntő  | 2015. december 16., 23:15  | 2016. február 9–10.   |
| Elődöntő     | 2016. február 10., 23:00   | 2016. április 19–20.  |
| Döntő        | 2016. február 10., 23:00   | 2016. május 21.       |

## Mérkőzések

### Első forduló
Az első kör sorsolása 2015. június 10-én volt. A sorsolást Karlheinz Förster és Andrea Petković vezette. A mérkőzések 2015. augusztus 7–10. között zajlottak.
| 2015. augusztus 7.          |     |                              |                                     |             |  |
| TuS Erndtebrück (IV.)       | 0-5 | SV Darmstadt 98              |                                     | jegyzőkönyv |  |
| BFC Dynamo (IV.)            | 0-2 | FSV Frankfurt (II.)          |                                     | jegyzőkönyv |  |
| SV 07 Elversberg (IV.)      | 1-3 | FC Augsburg                  | hosszabbítás után                   | jegyzőkönyv |  |
| 2015. augusztus 8.          |     |                              |                                     |             |  |
| FC Viktoria Köln (IV.)      | 2-1 | 1. FC Union Berlin (II.)     |                                     | jegyzőkönyv |  |
| SV Meppen (IV.)             | 0-4 | 1. FC Köln                   |                                     | jegyzőkönyv |  |
| Hallescher FC (III.)        | 0-1 | Eintracht Braunschweig (II.) |                                     | jegyzőkönyv |  |
| Stuttgarter Kickers (III.)  | 1-4 | VfL Wolfsburg                |                                     | jegyzőkönyv |  |
| Sportfreunde Lotte (IV.)    | 0-3 | Bayer 04 Leverkusen          |                                     | jegyzőkönyv |  |
| MSV Duisburg (II.)          | 0-5 | FC Schalke 04                |                                     | jegyzőkönyv |  |
| Würzburger Kickers (III.)   | 0-2 | SV Werder Bremen             | hosszabbítás után                   | jegyzőkönyv |  |
| FC Erzgebirge Aue (III.)    | 1-0 | SpVgg Greuther Fürth (II.)   |                                     | jegyzőkönyv |  |
| SV Waldkirch (VI.)          | 0-3 | SpVgg Greuther Fürth (II.)   |                                     | jegyzőkönyv |  |
| Bremer SV (IV.)             | 0-3 | Eintracht Frankfurt          |                                     | jegyzőkönyv |  |
| TSV 1860 München (II.)      | 2-0 | TSG 1899 Hoffenheim          |                                     | jegyzőkönyv |  |
| SSV Reutlingen 05 (V.)      | 3-1 | Karlsruher SC (II.)          |                                     | jegyzőkönyv |  |
| Holstein Kiel (III.)        | 1-2 | VfB Stuttgart                |                                     | jegyzőkönyv |  |
| 2015. augusztus 9.          |     |                              |                                     |             |  |
| FC Carl Zeiss Jena (IV.)    | 3-2 | Hamburger SV                 | hosszabbítás után                   | jegyzőkönyv |  |
| Bahlinger SC (IV.)          | 0-0 | SV Sandhausen (II.)          | tizenegyeslövés után 3-5            | jegyzőkönyv |  |
| HSV Barmbek-Uhlenhorst (V.) | 0-5 | SC Freiburg (II.)            |                                     | jegyzőkönyv |  |
| FSV Salmrohr (V.)           | 0-5 | VfL Bochum (II.)             |                                     | jegyzőkönyv |  |
| Chemnitzer FC (III.)        | 0-2 | Borussia Dortmund            |                                     | jegyzőkönyv |  |
| VfB Lübeck (IV.)            | 0-2 | SC Paderborn 07 (II.)        |                                     | jegyzőkönyv |  |
| Rot-Weiß Essen (IV.)        | 0-0 | Fortuna Düsseldorf (II.)     | tizenegyeslövés után 1-3            | jegyzőkönyv |  |
| FK Pirmasens (IV.)          | 1-4 | 1. FC Heidenheim (II.)       |                                     | jegyzőkönyv |  |
| FC Nöttingen (V.)           | 1-3 | FC Bayern München            |                                     | jegyzőkönyv |  |
| SpVgg Unterhaching (IV.)    | 2-1 | FC Ingolstadt 04             |                                     | jegyzőkönyv |  |
| FC Hansa Rostock (III.)     | 0-0 | 1. FC Kaiserslautern (II.)   | tizenegyeslövés után 4-5            | jegyzőkönyv |  |
| KSV Hessen Kassel (IV.)     | 0-2 | Hannover 96                  |                                     | jegyzőkönyv |  |
| FC Energie Cottbus (III.)   | 0-3 | 1. FSV Mainz 05              |                                     | jegyzőkönyv |  |
| 2015. augusztus 10.         |     |                              |                                     |             |  |
| VfL Osnabrück (III.)        | 0-2 | RB Leipzig (II.)             | félbeszakítva, szövetségi döntéssel | jegyzőkönyv |  |
| Arminia Bielefeld (II.)     | 0-2 | Hertha BSC                   |                                     | jegyzőkönyv |  |
| VfR Aalen (III.)            | 0-0 | 1. FC Nürnberg               | tizenegyeslövés után 1-2            | jegyzőkönyv |  |
| FC St. Pauli (II.)          | 1-4 | Borussia Mönchengladbach     |                                     | jegyzőkönyv |  |

### Második forduló
A második kör sorsolása 2015. augusztus 14-én volt az Allianz Arénában, az FC Bayern München pályáján. A legalacsonyabb osztályból továbbjutó csapat a SSV Reutlingen, az ötödosztály résztvevője. Ebben a körben 32 csapat mérkőzik meg egymással a továbbjutásért.
| 2015. október 27.        |     |                              |                          |             |
| FC Erzgebirge Aue (III.) | 1-0 | Eintracht Frankfurt          |                          | jegyzőkönyv |
| FSV Frankfurt (II.)      | 1-2 | Hertha BSC                   | hosszabbítás után        | jegyzőkönyv |
| 1. FSV Mainz 05          | 1-2 | TSV 1860 München (II.)       |                          | jegyzőkönyv |
| 1. FC Nürnberg (II.)     | 5-1 | Fortuna Düsseldorf (II.)     |                          | jegyzőkönyv |
| SpVgg Unterhaching (IV.) | 3-0 | RB Leipzig (II.)             |                          | jegyzőkönyv |
| SV Darmstadt 98          | 2-1 | Hannover 96                  |                          | jegyzőkönyv |
| VfL Bochum (II.)         | 1-0 | 1. FC Kaiserslautern (II.)   |                          | jegyzőkönyv |
| VfL Wolfsburg            | 1-3 | FC Bayern München            |                          | jegyzőkönyv |
| 2015. október 28.        |     |                              |                          |             |
| FC Viktoria Köln (IV.)   | 0-6 | Bayer Leverkusen             |                          | jegyzőkönyv |
| SV Sandhausen (II.)      | 0-0 | 1. FC Heidenheim (II.)       | tizenegyeslövés után 3-4 | jegyzőkönyv |
| Borussia Dortmund        | 7-1 | SC Paderborn 07 (II.)        |                          | jegyzőkönyv |
| SC Freiburg (II.)        | 0-3 | FC Augsburg                  |                          | jegyzőkönyv |
| FC Carl Zeiss Jena (IV.) | 0-2 | VfB Stuttgart                |                          | jegyzőkönyv |
| SSV Reutlingen 05 (V.)   | 0-4 | Eintracht Braunschweig (II.) |                          | jegyzőkönyv |
| FC Schalke 04            | 0-2 | Borussia Mönchengladbach     |                          | jegyzőkönyv |
| SV Werder Bremen         | 1-0 | 1. FC Köln                   |                          | jegyzőkönyv |

### Nyolcaddöntő
| 2015. december 15. 19:15 (CEST) |

| SpVgg Unterhaching (IV.)         | 1–3               | Bayer Leverkusen                          |
| -------------------------------- | ----------------- | ----------------------------------------- |
| Bauer 27' Taffertshofer 73′, 79′ | (1-1) Jegyzőkönyv | Chicharito 31' Kießling 55' Bellarabi 83' |

| Alpenbauer Sportpark, Unterhaching Nézőszám: 12 500 Játékvezető: Dr. Jochen Drees (német) |

| 2015. december 15. 19:15 (CEST) |

| Borussia Mönchengladbach  | 3–4               | Werder Bremen                                      |
| ------------------------- | ----------------- | -------------------------------------------------- |
| Stindl 32' Hrgota 74' 90' | (1–0) Jegyzőkönyv | Sternberg 52' Vestergaard 58' Pizarro 75' Ujah 78' |

| Borussia-Park, Mönchengladbach Nézőszám: 53 106 Játékvezető: Günter Perl (német) |

| 2015. december 15. 20:30 (CEST) |

| Erzgebirge Aue (III.) | 0–2               | 1. FC Heidenheim (II.)    |
| --------------------- | ----------------- | ------------------------- |
|                       | (0–0) Jegyzőkönyv | Feick 48' Schnatterer 54' |

| Sparkassen-Erzgebirgsstadion, Aue Nézőszám: 8 250 Játékvezető: Guido Winkmann (német) |

| 2015. december 15. 20:30 (CEST) |

| Bayern München | 1–0               | Darmstadt 98 |
| -------------- | ----------------- | ------------ |
| Alonso 40'     | (1–0) Jegyzőkönyv |              |

| Allianz Arena, München Nézőszám: 72 500 Játékvezető: Daniel Siebert (német) |

| 2015. december 16. 19:00 (CEST) |

| 1. FC Nürnberg (II.) | 0–2               | Hertha BSC            |
| -------------------- | ----------------- | --------------------- |
|                      | (0–1) Jegyzőkönyv | Darida 32' Brooks 65' |

| Grundig-Stadion, Nürnberg Nézőszám: 35 204 Játékvezető: Tobias Stieler (német) |

| 2015. december 16. 19:00 (CEST) |

| VfB Stuttgart                          | 3–2 (h. u.)                 | Eintracht Braunschweig (II.) |
| -------------------------------------- | --------------------------- | ---------------------------- |
| Niedermeier 21' Werner 99' Šunjić 118' | (1-1, 1–1, 2–1) Jegyzőkönyv | Baffo 6' Ademi 110'          |

| Mercedes-Benz Arena, Stuttgart Nézőszám: 21 950 Játékvezető: Peter Sippel (német) |

| 2015. december 16. 20:30 (CEST) |

| FC Augsburg | 0–2               | Borussia Dortmund            |
| ----------- | ----------------- | ---------------------------- |
|             | (0–0) Jegyzőkönyv | Aubameyang 61' Mhitarján 66' |

| WWK ARENA, Augsburg Nézőszám: 30 101 Játékvezető: Manuel Gräfe (német) |

| 2015. december 16. 20:30 (CEST) |

| 1860 München (II.) | 0–2               | VfL Bochum (II.)         |
| ------------------ | ----------------- | ------------------------ |
|                    | (0–2) Jegyzőkönyv | Haberer 39' Hoogland 44' |

| Allianz Arena, München Nézőszám: 19 800 Játékvezető: Marco Fritz (német) |

### Negyeddöntő
| 2016. február 9. 19:00 (CEST) |

| Bayer Leverkusen                      | 1–3               | Werder Bremen                                    |
| ------------------------------------- | ----------------- | ------------------------------------------------ |
| Chicharito 22' (11-esből) Wendell 41′ | (1–2) Jegyzőkönyv | García 31' Pizarro 42' (11-esből) Grillitsch 82' |

| BayArena, Leverkusen Nézőszám: 24 104 Játékvezető: Wolfgang Stark (német) |

| 2016. február 9. 20:30 (CEST) |

| VfB Stuttgart | 1–3               | Borussia Dortmund                    |
| ------------- | ----------------- | ------------------------------------ |
| Rupp 21'      | (1–2) Jegyzőkönyv | Reus 5' Aubameyang 31' Mhitarján 89' |

| Mercedes-Benz Arena, Stuttgart Nézőszám: 46 500 Játékvezető: Tobias Stieler (német) |

| 2016. február 10. 19:00 (CEST) |

| 1. FC Heidenheim (II.)               | 2–3               | Hertha BSC                     |
| ------------------------------------ | ----------------- | ------------------------------ |
| Feick 10' Schnatterer 82' (11-esből) | (1–2) Jegyzőkönyv | Ibišević 14' 21' Haragucsi 58' |

| Voith-Arena, Heidenheim Nézőszám: 11 900 Játékvezető: Deniz Aytekin (német) |

| 2015. február 10. 20:30 (CEST) |

| VfL Bochum (II.) | 0–3               | Bayern München                 |
| ---------------- | ----------------- | ------------------------------ |
| Šimůnek 43′      | (0–1) Jegyzőkönyv | Lewandowski 38' 90' Thiago 61' |

| rewirpowerSTADION, Bochum Nézőszám: 28 000 Játékvezető: Bastian Dankert (német) |

### Elődöntő
| 2016. április 19. 20:30 (CEST) |

| Bayern München            | 2–0               | Werder Bremen |
| ------------------------- | ----------------- | ------------- |
| Müller 30' 71' (11-esből) | (1–0) Jegyzőkönyv |               |

| Allianz Arena, München Nézőszám: 75 000 Játékvezető: Tobias Stieler (német) Asszisztensek: Sascha Thielert, Norbert Grudzinski |

| 2016. április 20. 20:30 (CEST) |

| Hertha BSC | 0–3               | Borussia Dortmund                 |
| ---------- | ----------------- | --------------------------------- |
|            | (0–1) Jegyzőkönyv | Castro 21' Reus 75' Mhitarján 83' |

| Olympiastadion, Berlin Nézőszám: 76 233 Játékvezető: Deniz Aytekin (német) Asszisztensek: Christian Dietz, Benjamin Cortus |

## Döntő
| 2016. május 21. 20:00 (CEST) |

| Bayern München                         | 0–0 (h. u.)                 | Borussia Dortmund                               |
| -------------------------------------- | --------------------------- | ----------------------------------------------- |
|                                        | (0–0, 0–0, 0–0) Jegyzőkönyv |                                                 |
| Büntetőpárbaj                          |                             |                                                 |
| Vidal Lewandowski Kimmich Müller Costa | 4–3                         | Kagava Bender Papasztathópulosz Aubameyang Reus |

| Olimpiai Stadion, Berlin Nézőszám: 74 322 Játékvezető: Florian Meyer (német) |

| Bayern München | Borussia Dortmund |

| BAYERN MÜNCHEN: |    |                    |          |
|                 |    |                    |          |
| KA              | 1  | Manuel Neuer       |          |
| JV              | 21 | Philipp Lahm (cs)  |          |
| V               | 32 | Joshua Kimmich     | 42'      |
| V               | 17 | Jérôme Boateng     |          |
| BV              | 27 | David Alaba        |          |
| VKP             | 23 | Arturo Vidal       | 47'      |
| JSZ             | 11 | Douglas Costa      |          |
| TKP             | 25 | Thomas Müller      |          |
| TKP             | 6  | Thiago Alcântara   |          |
| BSZ             | 7  | Franck Ribéry      | 39' 108' |
| CS              | 9  | Robert Lewandowski |          |
| Cserék:         |    |                    |          |
| KA              | 26 | Sven Ulreich       |          |
| V               | 5  | Mehdi Benatia      |          |
| JV              | 13 | Rafinha            |          |
| BV              | 18 | Juan Bernat        |          |
| KP              | 14 | Xabi Alonso        |          |
| KP              | 20 | Sebastian Rode     |          |
| JSZ             | 29 | Kingsley Coman     | 108'     |
| Edző:           |    |                    |          |
| Josep Guardiola |    |                    |          |

| BORUSSIA DORTMUND: |    |                              |          |
|                    |    |                              |          |
| KA                 | 38 | Roman Bürki                  |          |
| V                  | 25 | Szokrátisz Papasztathópulosz | 99'      |
| V                  | 6  | Sven Bender                  |          |
| V                  | 15 | Mats Hummels (cs)            | 74' 78'  |
| JKP                | 26 | Łukasz Piszczek              |          |
| KKP                | 27 | Gonzalo Castro               | 39' 106' |
| KKP                | 33 | Julian Weigl                 |          |
| BKP                | 29 | Marcel Schmelzer             | 70'      |
| JSZ                | 10 | Henrih Mhitarján             |          |
| BSZ                | 11 | Marco Reus                   |          |
| CS                 | 17 | Pierre-Emerick Aubameyang    |          |
| Cserék:            |    |                              |          |
| KA                 | 1  | Roman Weidenfeller           |          |
| V                  | 2  | Matthias Ginter              | 78'      |
| JV                 | 37 | Erik Durm                    | 70'      |
| KP                 | 18 | Nuri Şahin                   |          |
| TKP                | 22 | Christian Pulisic            |          |
| TKP                | 23 | Kagava Sindzsi               | 106'     |
| CS                 | 20 | Adrián Ramos                 |          |
| Edző:              |    |                              |          |
| Jürgen Klopp       |    |                              |          |

| Játékvezető Marco Fritz (német) Asszisztensek: Dominik Schaal (német) Marcel Pelgrim (német) Negyedik játékvezető: Bastian Dankert (német) |

| A 2015-2016-os Német labdarúgókupa győztese: |                        |
| BAYERN MÜNCHEN 18. cím                       |                        |
| ← 2014-15-ös DFB-Pokal                       | 2016-17-es DFB-Pokal → |